# Trametes lactinea
Trametes lactinea är en svampart som först beskrevs av Miles Joseph Berkeley, och fick sitt nu gällande namn av Pier Andrea Saccardo 1888. Trametes lactinea ingår i släktet Trametes och familjen Polyporaceae.   Inga underarter finns listade i Catalogue of Life.